# Architomapoderus dermipennis
Architomapoderus dermipennis is een keversoort uit de familie bladrolkevers (Attelabidae). De wetenschappelijke naam van de soort werd in 1988 gepubliceerd door Haq, Pajni & Gandhi.